# Aubade (Louis Aubert)
Pour les articles homonymes, voir Aubade.
Aubade est une œuvre de Louis Aubert pour violon et piano, composée en 1948. La partition est publiée la même année par les éditions Durand.

## Composition
Louis Aubert compose Aubade en un mouvement pour violon et piano en 1948. La partition est publiée la même année par les éditions Durand.

## Présentation
L'œuvre est un seul mouvement, Moderato en la majeur à 
. La durée d'exécution est d'environ deux minutes.

## Analyse
Vladimir Jankélévitch relève le goût de Louis Aubert, « comme Gabriel Dupont, pour reprendre une même oeuvre sous des formes différentes, dans d'autres éclairages, développées pour d'autres instruments : né d'une mélodie de jeunesse, Secret aveu (1901), le prélude des Trois esquisses, op. 7 pour piano devient, avec un plan modifié, la Chanson de mer puis l'Aubade de 1948 pour violon et piano ».

## Discographie
- Stéphanie Moraly (violon), Romain David (piano) — Louis Aubert, Intégrale de l'œuvre pour violon et piano (Sonate pour violon et piano, Caprice, Aubade, Madrigal), Sillages..., Romances, Lutins, Trois esquisses, Azur AZC 166, Festival international Albert-Roussel, 22-25 septembre 2018 (premier enregistrement mondial).

### Monographies
- Marcel Landowski et Guy Morançon (préface de Henry Barraud), Louis Aubert, musicien français, Paris, Durand & Cie, 1967, 98 p.

### Articles
- Vladimir Jankélévitch, Premières et Dernières Pages : Louis Aubert, Paris, Seuil, 1994 (1re éd. 1974), 318 p. (ISBN 2-02-019943-2 et 978-2-02-019943-8), p. 290-298